# Roaratorio
Roaratorio, an Irish circus on Finnegans Wake es una composición musical del compositor vanguardista estadounidense John Cage.  Fue compuesta en 1979 para Klaus Schöning y la Westdeutscher Rundfunk, y estrenada como una de las entradas en la serie de radio de Schöning.
La pieza es una realización de otra obra de Cage, ____, ____ ____ circus on ____ , que consiste en una instrucción sobre cómo traducir cualquier libro en una puesta en escena o interpretación. El libro utilizado para Roaratorio es Finnegans Wake de James Joyce, uno de los favoritos de Cage. Textos del mismo aparecen también en las canciones de Cage, The Wonderful Widow of Eighteen Springs (1942) y Nowth upon Nacht (1984). El texto de Roaratorio se publicó por separado como Writing for the Second Time through Finnegans Wake. 

## Estructura
Cage tenía la intención de lograr en música lo que Joyce había logrado en literatura con Finnegans Wake. Según Abenshushan, el Roaratorio: 

es uno de los mecanismos más complejos y monumentales de la vastísima obra de Cage, un denso magma de palabras y sonidos superpuestos, atomizados, vibrando por sí mismos, en absoluta anarquía. Como si se tratara de las pistas de un circo donde suceden todo tipo de cosas todo el tiempo, la pieza consiste en tres registros simultáneos: un collage abrumador de 2293 ruidos (truenos, explosiones, puertas, cristales rotos, gatos) y ambientes sonoros obtenidos in situ a partir de los lugares nombrados en la novela; una serie de baladas y música tradicional irlandesa grabada con distintas intensidades, como si saliera de las ventanas de un pub y se mezclara a lo lejos con el ruido de la ciudad, y, en primer plano, la voz de Cage haciendo una lectura —que en en realidad un bufido, un escupitajo, un canto— del Finnegans Wake, o mejor, de lo que quedaba de él después de haber sido desintegrado por un mecanismo que Cage llamó mesostics...

## Interpretación
Abenshushan señala que esta obra representa, junto con la serie Circus, las identidades de Cage: la del filósofo, el clown, el artista que realiza happening, danza, teatro, pintura; el ácrata, el creador de «mecanismos sonoros» (a través de los cut-ups, la poesía sonora, la música electrónica, etc.).